# Jill Masterton
Jill Masterton is een personage uit de James Bondfilm en -boek Goldfinger. Ze werd in de film gespeeld door Shirley Eaton en Margaret Nolan in de titelsong.

## Boek
In het boek is Jill Masterton Auric Goldfingers vriendin en secretaresse. James Bond ontmoet haar in Miami en betrapt Jill erop dat ze Goldfinger helpt vals te spelen. Ze ziet met een verrekijker vanaf het balkon welke kaarten Goldfingers tegenstander Junius Du Pont heeft en geeft ze aan Goldfinger door met een radio. Bond geeft Goldfinger via de radio bevel het verlies te vergoeden. Bond regelt daarna een afspraak met Jill en zorgt ervoor dat ze veilig op de trein naar New York gezet wordt, maar ongeveer een week later, als hij achter Goldfinger aan gaat in Zwitserland, ontmoet hij Jills zus Tilly Masterton die wraak wil nemen op Goldfinger. Tilly vertelt Bond dan dat Goldfinger Jill vermoord heeft door haar hele huid goud te schilderen waardoor ze is gestikt.

## Film
In de film heeft Jill een iets grotere rol. James Bond weet daar via een kamermeisje de sleutel van Goldfingers hotelkamer te krijgen. Hij betrapt vervolgens Goldfinger op dezelfde manier als in het boek op valsspelen. Daarna gaat hij met Jill naar bed (iets wat in het boek niet gebeurde). Bond wil vervolgens een koud drankje uit de koelkast halen, maar eenmaal bij de koelkast wordt hij neergeslagen door Goldfingers hulpje Oddjob. Als Bond na een tijdje weer bijkomt en gaat kijken bij het bed treft hij Jill helemaal goud geschilderd aan, waardoor ze gestikt is. Bond belt daarna meteen met Felix Leiter en meldt het nieuws.

## Trivia
Het is niet waar dat iemand zal stikken door de huid te beschilderen.